# Vicente (ur. 1996)
Vicente, właśc. Vicente de Paula Mercedes (ur. 2 marca 1996 w São Paulo) – brazylijski piłkarz, grający na pozycji obrońcy.

## Kariera piłkarska

### Kariera klubowa
W 2017 rozpoczął karierę piłkarską w barwach Cajazeirense. Potem przeszedł do Audax. W następnym roku wrócił do Cajazeirense. 19 lutego 2019 podpisał kontrakt z FK Lwów, w którym grał do 17 grudnia 2019 roku. 20 stycznia 2020 zasilił skład albańskiego Bylisu Ballsh.